# 砂場

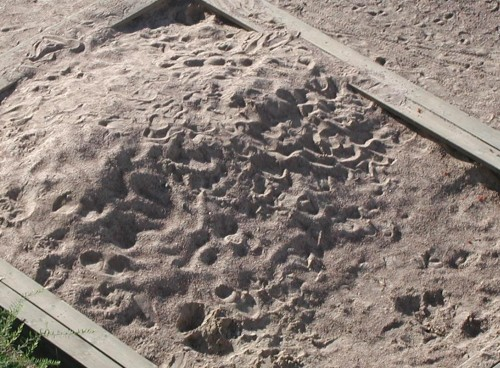
足跡が残る砂場

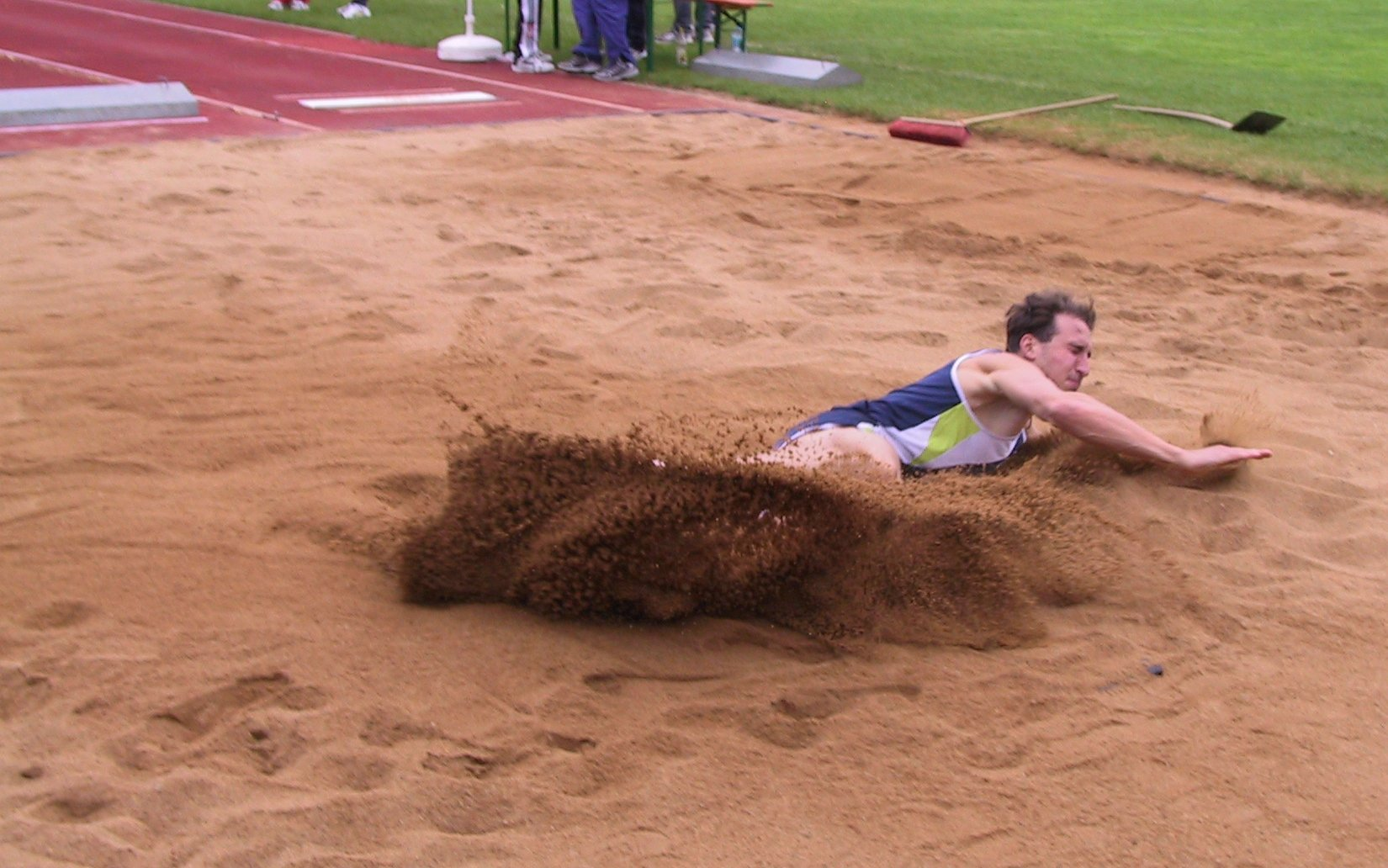
競技用の砂場（着地に失敗し転倒しても安全である）

砂場（すなば、英: Sandpit, Sandbox）とは、保育所(保育園)や、幼稚園・学校といった教育施設、公園（おもに児童公園）などに設けられる遊び場で、地面に開けられたくぼみに砂を満たしたものである。また、硬く踏み均された地面と違い、衝突に際して砂の粒子の一部が流体となって衝撃を吸収するため、すべり台や鉄棒の着地場所に設けられたり、走り幅跳びなどの競技において着地場所として専用の砂場も設けられる。

## 概要
砂遊びを楽しむ場所としては、砂を固めて様々な形状を作り出し、楽しむことが出来る。また、一ヶ所に砂を集めることで山を作ったり、そこに横穴を掘ることでトンネルを摸すといった造形が可能である。
スコップやバケツなどの道具を持参して役立てることもある。
複雑な形を造るときなど、強度が必要な場合は、水を用意して水分を含ませるなどして泥にし、硬さを高めることがしばしば行われる。水がホースなどで継続的に供給可能な場合は、川や湖を模すこともできる。
主に小学校にある砂場では理科の教育に関連して磁石を用いた砂鉄の採取が行われることもある（大抵の砂場には砂鉄が含まれている）。

## 歴史
ドイツにおいて砂場は公共の場での子供たちの遊び場としては最初の物であった。ドイツの「砂場」は、フリードリヒ・フレーベルの1850年の幼稚園の研究における分派であった。
砂場はマリー・エリザベス・ザクルゼフスカによってアメリカに紹介され、彼女の故郷であるボストンにアメリカで初めての砂場が造られた。彼女が1885年の夏にベルリンを訪れたときに観察したドイツの砂の庭園に触発されたジョセフ・リーは「遊び場運動の創設者」と見なされた。

## 安全・衛生

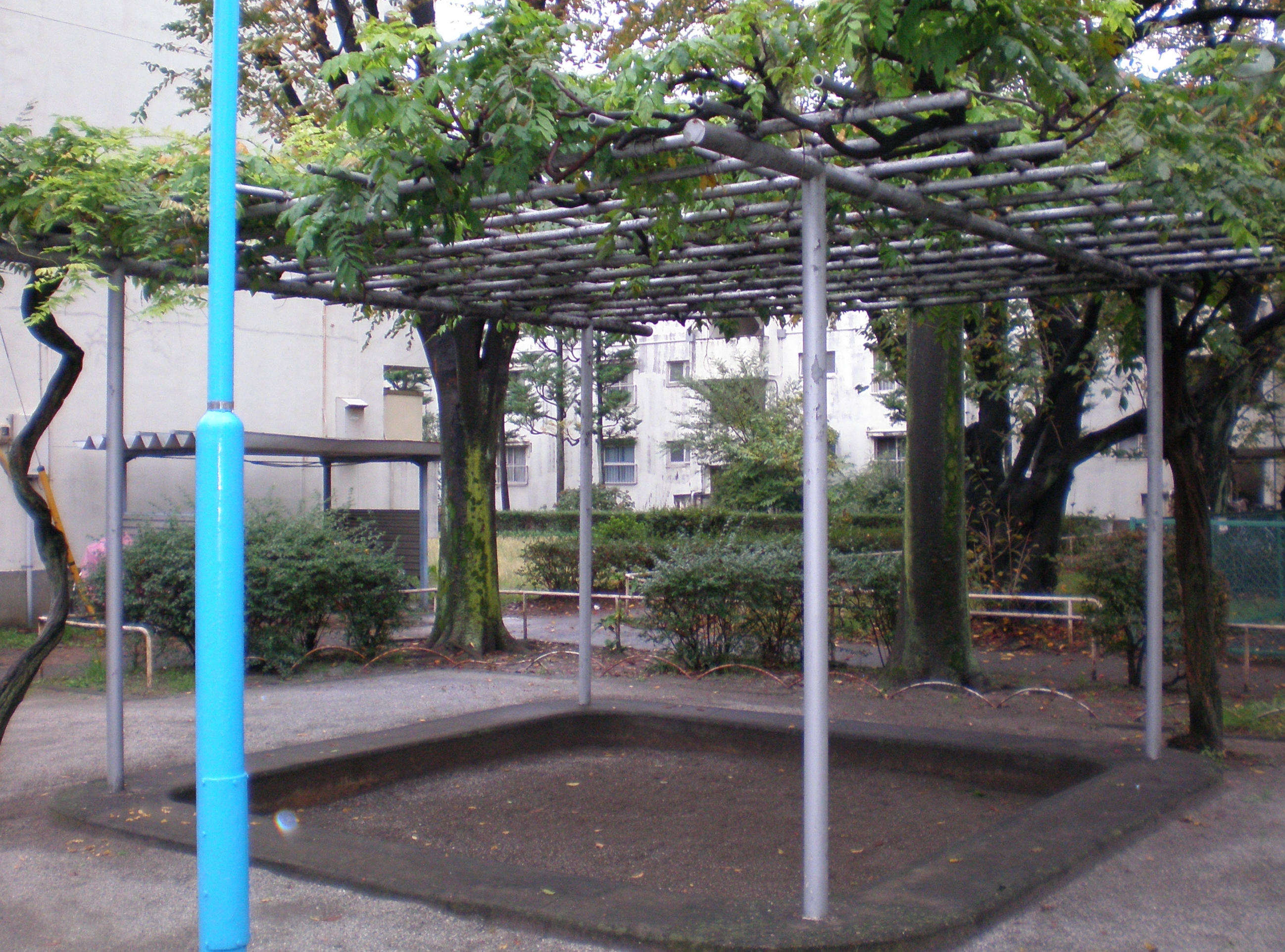
団地内にある砂場。藤棚で日陰が作られている。
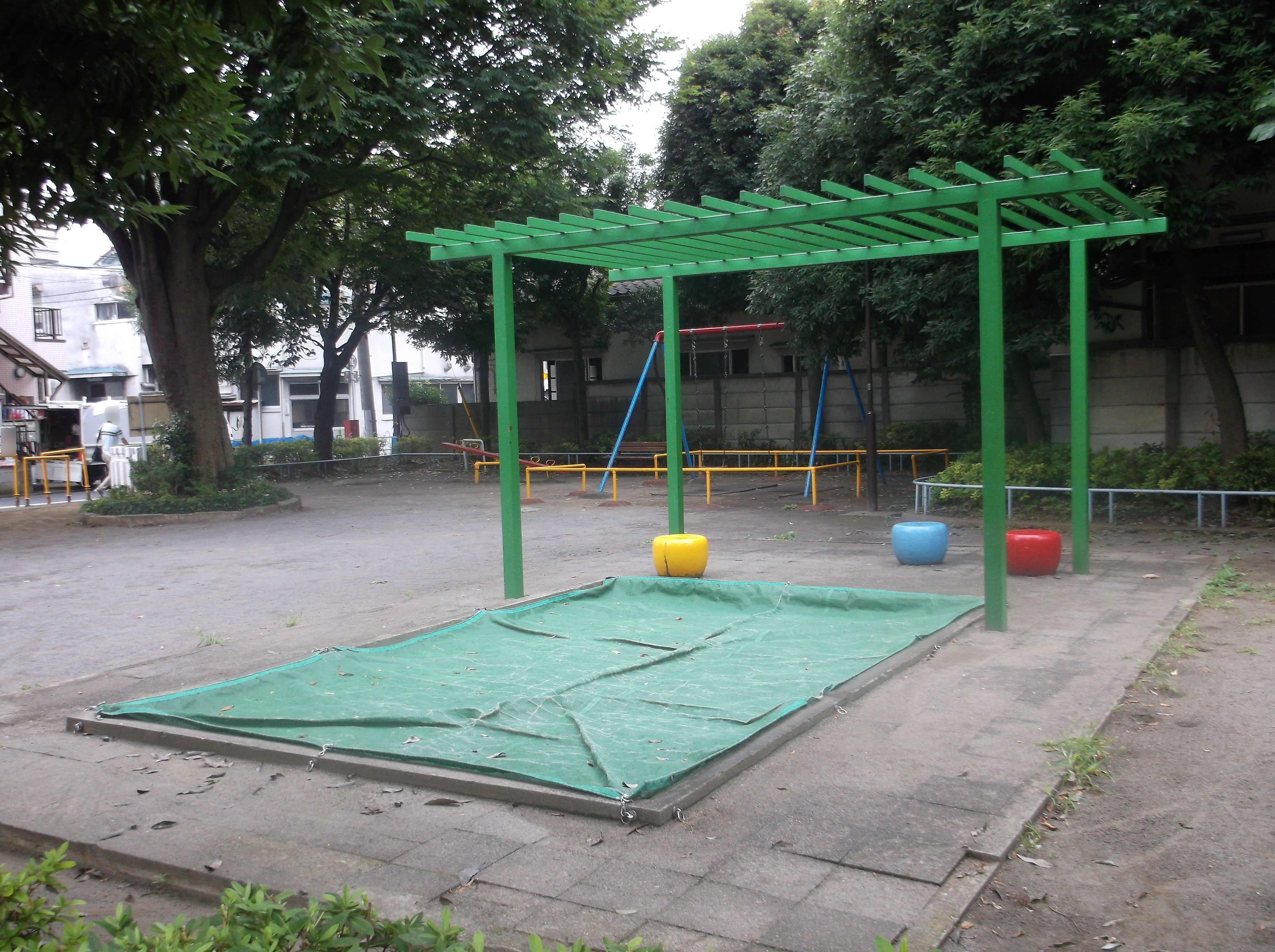
シートをかぶせた砂場

地面にしかれた砂・泥に触れるのであるから雑菌を手に残したままにならないよう、遊び終わった際にはよく手を洗うことが重要である。管理があまり行き届いていない施設では土壌汚染やガラスの破片などの危険物への注意も怠らないようしなければならない。
野良猫などの侵入の対策がなされていない砂場は、猫や犬の糞便で汚染されていることが多い。トキソプラズマなどの寄生虫の感染源となるため、注意が必要である。マドリード・コンプルテンセ大学のジョセ・ブランコ氏らは、マドリード地域にある子ども用の砂場20カ所、およびイヌ用の砂場20カ所から砂を採取し分析した結果、全体の52.5％である子ども用砂場9カ所及び、イヌ用砂場12カ所から、クロストリディオイデス・ディフィシル菌が見つかった。中には毒素を多く産生する型や抗菌薬に対する耐性を示す型も発見された。
中央大学による砂場の調査では、検査を実施した12箇所の公園全てにおいて、大腸菌群の検出がなされた。また、50箇所の公園の大腸菌群の数を測定した検査においては9割以上の公園で大腸菌群の検出がなされた。その検査においては100gあたりの砂の中に平均104 - 105個ほどの大腸菌が検出された。また、最も大腸菌群の数の多い砂場においては5×106個の大腸菌の検出がなされた。
衛生と安全を保つために砂を加熱しふるいに掛け異物を取り除くなどの対応を図る砂場もみられるが、維持費用の増加が問題となっている。